# Els de Groen
Els de Groen (n. 23 decembrie 1949, Haga, Olanda de Sud, Țările de Jos) este un om politic neerlandez, membru al Parlamentului European în perioada 2004-2009 din partea Țărilor de Jos.
1. ↑  Deputații în Parlamentul European